# Eremopterix australis
Az Eremopterix australis a madarak (Aves) osztályába verébalakúak (Passeriformes) rendjébe, ezen belül a pacsirtafélék (Alaudidae) családjába tartozó faj.

## Rendszerezése
A fajt Andrew Smith skót zoológus írta le 1836-ban, a Megalotis nembe Megalotis australis néven.

## Előfordulása
Afrika délnyugati részén, Botswana, a Dél-afrikai Köztársaság és Namíbia területén honos. Természetes élőhelyei a szubtrópusi és trópusi füves puszták és cserjések. Nomád, táplálékot keresve évszaktól függően vándorol.

## Megjelenése
Testhossza 13 centiméter, testtömege 12–16 gramm.
|  |

## Életmódja
Fűmagokkal és rovarokkal táplálkozik.

## Természetvédelmi helyzete
Az elterjedési területe elég nagy, egyedszáma viszont csökken, de még nem éri el a kritikus szintet. A Természetvédelmi Világszövetség Vörös listáján nem fenyegetett fajként szerepel.